# Comptabilité fournisseurs
 (juin 2023).
L'activité de la comptabilité fournisseurs  peut être comparée à celle des ménages qui émettent des chèques chaque mois à des fournisseurs tels que les compagnies d'électricité, de téléphone, de télévision par câble ou de services de communication par satellite, l'abonnement à des journaux, et d'autres services.
Les opérations de cette fonction de l'entreprise sont essentielles au respect de ses engagements vis-à-vis de ses fournisseurs et en matière de publication de ses comptes. Elle contribue aussi à la gestion de la trésorerie de l'entreprise.
Les organisations qui sont devenues trop grandes pour exécuter de telles tâches à la main, ou qui préfèrent ne pas les faire à la main, ont généralement recours à des logiciels de comptabilité sur ordinateur.

## Démarche de la comptabilité fournisseur
La comptabilité fournisseurs est classée dans les comptes de bilan, en comptes de tiers. Dans le plan comptable français, la comptabilité fournisseurs correspond à la sous-classe 40.
La comptabilité fournisseurs combine toutes les techniques comptables avec lesquelles les transactions entre une entreprise et ses fournisseurs sont enregistrées. Un comptable fournisseurs gère l'ensemble du processus de traitement des factures fournisseurs: recevoir, payer et saisir les factures, les classer et les archiver. Il est également responsable de l'intégration des achats de production[Quoi ?] dans le logiciel comptable utilisé par l'entreprise. Ainsi, il est responsable du paiement des factures des fournisseurs. Les comptes fournisseurs doivent traiter toutes les factures des fournisseurs, la réception des factures doit donc être en un seul endroit pour permettre une inscription rapide.
Il est également important de vérifier le contenu de la facture, en particulier les remises, indemnités et remises reçues, et sa conformité aux engagement pris par l'entreprise (commande ou contrat commercial par exemple).
La disponibilité des fonds doit être vérifiée pour la bonne exécution du paiement.
L'archivage des factures est nécessaire pour justifier la bonne tenue des comptes de l'entreprise .
En résumé, les principales activités de la comptabilité fournisseurs sont: 
- Suivi des comptes fournisseurs

- Traitement des factures (guichet unique, contrôle, numérisation, paiement avec contrôle et archivage des flux de trésorerie)

- Traitement des paiements de la TVA des fournisseurs

La mission du spécialiste de la comptabilité fournisseurs est aussi de sécuriser le travail de clôture en suivant les comptes non remboursés, les factures et les créances irrécouvrables. Il contrôle et surveille les dépenses payées d'avance, prépare et enregistre les écritures de clôture et est chargé de la justification des comptes auxiliaires.
Le comptable fournisseurs vise à mieux maîtriser les coûts de gestion en suivant en temps réel les engagements pris avec les fournisseurs.
Il contribue à la comptabilité générale grâce aux éléments qui sont inscrits dans le compte créditeur.
La comptabilité fournisseurs doit également établir un benchmark (analyse des produits et pratiques d’entreprises concurrentes) des fournisseurs importants pour identifier notamment ceux dont la pérennité n'est pas assurée.
Cela devrait ainsi permettre d'éviter les conflits avec les fournisseurs et d'améliorer la gestion des litiges.

## Risque d'un mauvais fonctionnement
Les avantages d'une gestion efficace des risques fournisseurs vont au-delà de la compréhension et de l'anticipation des dangers associés aux relations avec les fournisseurs. Ils concernent également l'économie de ressources, l'optimisation du contrôle du portefeuille d'achats et la diffusion d'une image positive auprès des clients et fournisseurs de l'entreprise.
Si le comptable gère mal ce compte les conséquences peuvent être graves. Comme par exemple si les délais de paiement sont courts et que les créances des clients sont longues, cela peut créer un besoin de trésorerie. L'entreprise doit alors recours au concours bancaire pour faire face à aux autres charges. Cela augmente l'endettement, génère des intérêts à payer, et peut ainsi provoquer une faillite.

## Histoire
Depuis le milieu des années 1960, les entreprises ont commencé à établir des liaisons de données entre leurs partenaires commerciaux pour transférer des documents tels que des factures et des bons de commande. Inspirées par l'idée d'un bureau sans papier et d'un transfert de données plus fiable, elles ont développé les premiers systèmes EDI. Ces systèmes étaient propres à chaque entreprise qui les avait développés, ce qui les rendait difficiles à déployer à grande échelle dans un grand nombre d'entreprises. En prenant conscience de cela, le comité des normes accréditées X12—une institution de normalisation sous l'égide de l'ANSI—a pris des mesures pour standardiser les processus EDI. Cela a donné naissance à ce que l'on appelle aujourd'hui la norme EDI ANSI X12.
Cela a resté la principale méthode pour échanger des données transactionnelles entre partenaires commerciaux pendant près de trois décennies. Les années 1990 ont vu des avancées dans la technologie Internet. Des entreprises ont commencé à apparaître, offrant des applications web d'interface utilisateur plus robustes avec des fonctions adaptées à la fois aux fournisseurs et aux clients. Ces nouvelles applications basées sur le web permettaient la soumission en ligne de factures individuelles ainsi que le téléchargement de fichiers EDI, ainsi que d'autres méthodes de téléchargement de fichiers, notamment CSV et XML. Ces services permettent aux fournisseurs de soumettre des factures à leurs clients pour correspondance et approbation via une application web conviviale. Les fournisseurs peuvent également consulter l'historique de toutes les factures qu'ils ont soumises à leurs clients sans avoir un accès direct aux systèmes des clients. Cela s'explique par le fait que toutes les informations transactionnelles sont stockées dans les centres de données de la société tierce qui fournit l'application de facturation web. Ces informations propriétaires peuvent être régulées par le client afin de contrôler le niveau d'information transactionnelle que le fournisseur est autorisé à voir. (Par exemple, les dates de paiement ou les informations de chèque).
À mesure que les entreprises progressent dans l'ère numérique, de plus en plus d'entre elles se tournent vers les services de facturation électronique pour automatiser leurs départements des comptes à payer afin de réduire les erreurs et d'économiser des coûts. Selon une étude de référence menée par l'IOMA, 19 % des organisations interrogées ont déclaré que leur taux de paiements en double se situait entre 0,1 % et 0,5 %. Certains pensent même que cela deviendra une norme dans l'industrie dans un avenir proche. Selon un rapport réalisé par l'équipe GXS en 2013, l'Europe adopte une législation gouvernementale encourageant les entreprises à adopter des pratiques de facturation électronique. Les États-Unis n'ont pas encore de telle législation mais reconnaissent la valeur de cette technologie. Le Trésor américain a estimé qu'implémenter la facturation électronique à l'échelle du gouvernement fédéral permettrait de réduire les coûts de 50 % et d'économiser 450 millions de dollars par an.
Avec la disponibilité croissante des solutions robotiques, les entreprises poussent encore plus loin l'amélioration des processus dans les comptes à payer. En appliquant l'automatisation robotisée des processus de bout en bout (RPA) à leur département des comptes à payer, les organisations peuvent accélérer la vitesse et l'exactitude du traitement des factures tout en améliorant les coûts opérationnels. Certaines organisations rapportent qu'en implémentant la RPA, elles ont réussi à éliminer presque toute intervention humaine dans le processus des comptes à payer, économisant ainsi de 65 % à 75 % du temps qui était auparavant consacré au traitement manuel.

## Outils de la comptabilité fournisseur
Certains logiciels associent OCR, RAD et LAD (Reconnaissance optique de caractères, Reconnaissance/Lecture Automatique de Documents) pour capturer les données dans les factures envoyées par les fournisseurs, ce qui permet d'éviter les saisies manuelles. Dans ce processus de capture de données l'étape OCR peut être éliminée quand les fournisseurs transmettent les factures au format PDF. Les PDF générés par le logiciel de facturation des fournisseurs intègrent les données : les chiffres et les lettres de la facture sont disponibles directement dans le PDF. Les logiciels de RAD/LAD pourront donc exploiter ce contenu directement (sans dépendre d'un logiciel d'OCR). Les données utiles pourront être importées dans le logiciel de comptabilité fournisseurs à partir des données extraites dans les factures des fournisseurs (extraction, capture, lecture automatique). Les logiciels destinés à réaliser ce type d'opérations s'appuient sur un zonage et un certain nombre de caractéristiques communes à la majorité des factures. Parmi ces logiciels, certains ont un algorithme de lecture capable de capturer les lignes de détail : les données pouvant être recueillies ne sont donc pas uniquement les entêtes, pieds de page et montants principaux; mais également les montants et quantités intermédiaires.